# Ванденес-ан-Осуа
Вандене́с-ан-Осуа́ (фр. Vandenesse-en-Auxois) — коммуна во Франции, находится в регионе Бургундия. Департамент коммуны — Кот-д’Ор. Входит в состав кантона Пуйи-ан-Осуа. Округ коммуны — Бон.
Код INSEE коммуны — 21652.

## Население
Население коммуны на 2010 год составляло 284 человека.
| 1962 | 1968 | 1975 | 1982 | 1990 | 1999 | 2010 |
| ---- | ---- | ---- | ---- | ---- | ---- | ---- |
| 228  | 217  | 190  | 189  | 220  | 216  | 284  |

## Экономика
В 2010 году среди 193 человек трудоспособного возраста (15—64 лет) 148 были экономически активными, 45 — неактивными (показатель активности — 76,7 %, в 1999 году было 75,0 %). Из 148 активных жителей работали 139 человек (71 мужчина и 68 женщин), безработных было 9 (4 мужчины и 5 женщин). Среди 45 неактивных 6 человек были учениками или студентами, 25 — пенсионерами, 14 были неактивными по другим причинам.